# Reichenbachia gracilicornis
Reichenbachia gracilicornis är en skalbaggsart som beskrevs av Thomas Casey 1886. Reichenbachia gracilicornis ingår i släktet Reichenbachia och familjen kortvingar. Inga underarter finns listade i Catalogue of Life.